# Голубев, Михаил Михайлович
Михаил Михайлович Голубев — советский хозяйственный, государственный и политический деятель, Герой Социалистического Труда (1991). Заслуженный зоотехник РСФСР (1986).

## Биография
Родился в 1938 году в деревне Волоколам в семье колхозника, погибшего на фронте. Член КПСС.
С 1963 года — на хозяйственной, общественной и политической работе. Окончил Горьковский сельскохозяйственный институт (1963). В 1963—2003 годах — зоотехник Звениговского производственного колхозно-совхозного управления, главный зоотехник Параньгинского производственного управления, директор госплемзавода «Азановский» Медведевского района Марийской АССР (1970—2003).
Указом Президиума Верховного Совета СССР от 17 октября 1991 года присвоено звание Героя Социалистического Труда с вручением ордена Ленина и золотой медали «Серп и Молот».
Депутат Верховного Совета МАССР (1980—1985, 1990—1993), Государственного Совета Республики Марий Эл (1996—2004, 4 созыва).
Работая почти 34 года директором совхоза, Голубев Михаил Михайлович сделал хозяйство школой передового опыта в России. В 1969 году впервые в СССР в совхозе «Азановский» перевели птицу с пола в одноярусные батареи, изготовленные на заводах Йошкар-Олы.
Ежегодное внесение в почву компостов (из соломы и куриного навоза и от скота) позволило повысить гумус в почве, что увеличило урожайность зерновых с 7—9 ц/га до 45 ц/га к 2000 году и позволило иметь хорошую кормовую базу для скота.
В хозяйстве имелось 700 га поливных земель, которые позволяли снимать за лето 4 укоса люцерны и получать 100 тонн с гектара кормовой свёклы.
Целенаправленная племенная работа и хорошая кормовая база позволила уже к 1984 году получать надой 6300 кг в год от коровы, а в хозяйстве было 1000 коров. За все эти годы хозяйство посетило много делегаций из многих регионов СССР, России и из-за рубежа. С распадом СССР хозяйство стали посещать представители из ФРГ, Венгрии США, африканских стран. Хозяйство успешно работает с присоединением его к госплемзаводу «Семёновский».
Постепенно с получением прибыли в хозяйстве стали строить благоустроенное жильё, дома для людей, асфальтированные дороги в селе и к деревням Яндушево, Петяково. Построили Дом культуры, двухэтажную типовую больницу, детский сад-ясли; провели в село и к деревням природный газ. Возвели газовую котельную.
В конце 1990-х годов завели в село Азаново оптоволоконную связь, которая позволила иметь интернет почти в каждой семье, в школе.

## Звания и награды
- Бронзовая медаль ВДНХ (1971)
- Медаль «За трудовое отличие» (1971)
- Орден Трудового Красного Знамени (1975)
- Орден Октябрьской революции (1979)
- Заслуженный зоотехник Марийской АССР (1980)
- Заслуженный зоотехник РСФСР (1986)
- Почётная грамота Президиума Верховного Совета Марийской АССР (1988)
- Герой Социалистического Труда (1991)
- Орден «За заслуги перед Отечеством» IV степени (1998)